# Jacobs (kawa)
Jacobs – niemiecka marka kaw produkowanych od 1907 roku, obecnie przez firmę Jacobs Douwe Egberts zlokalizowaną w Holandii. Jej twórcą jest Johann Jacobs.

## Kawy
Kawy mielone
- Krönung
- Cronat Gold
- Krönung Decaff

Kawy rozpuszczalne
- Krönung
- Krönung mild
- Krönung Decaff
- Cronat Gold
- Crema
- Velvet
- Barista Edition Americano
- Barista Edition Crema
- 3w1 Latte
- Jacobs Krönung 1,8g
- 3w1
- Cappuccino Specials Milka

Kawy ziarniste
- Krönung
- Espresso
- Crema

## Pozycja rynkowa
W Polsce kawa Jacobs należy do najlepiej rozpoznawalnych marek kawy. Według danych opublikowanych w 2005 roku jej znajomość zadeklarowało 96% ankietowanych.
Za współpracę z Zamkiem Królewskim w Warszawie dystrybutor kawy w Polsce, Kraft Foods Polska, otrzymał nagrodę Mecenas Kultury za rok 2002.